# Lasioglossum truncatum
Lasioglossum truncatum är en biart som först beskrevs av Robertson 1901. Den ingår i släktet smalbin och familjen vägbin. Inga underarter finns listade i Catalogue of Life.

## Beskrivning
Ett avlångt bi med svart huvud och mellankropp. Hanen har dock munskölden (clypeus) delvis gul, överläppen (labrum) gul, och käkarna (mandiblerna) bruna. Bakkroppen är i huvudsak mörkbrun med ljusbruna framkanter på tergiterna (segmenten på ovansidan). Färgen är generellt sett mörkare hos honan. Behåringen är i huvudsak gles; honan har dock täthåriga pollenkorgar (för polleninsamling) på baklåren. Båda könen har täthåriga hårband längs framkanterna på tergit 2 till 4, hos hanen främst på sidorna. Honan har en kroppslängd från knappt 7 till 9 mm, hanen på 6 till knappt 9 mm.

## Ekologi
Lasioglossum truncatum är troligtvis ett socialt bi med ett underjordiskt bo. Det flyger mellan mars och oktober, då det framför allt är aktivt under kvällar och nätter. Det är polylektiskt, med andra ord besöker det blommande växter från många familjer: Amaryllisväxter, flockblommiga växter, oleanderväxter, korgblommiga växter, korsblommiga växter, buxbomsväxter, klockväxter, kannaväxter, kornellväxter, ljungväxter, ärtväxter, johannesörtsväxter, dunörtsväxter, slideväxter, ranunkelväxter, rosväxter och videväxter.

## Utbredning
Utbredningsområdet omfattar östra Nordamerika från sydöstra Kanada (Ontario, Quebec) över New England till South Carolina i söder, och med en ungefärlig västgräns från Michigan över Illinois och Ohio till Missouri.

## Bildgalleri

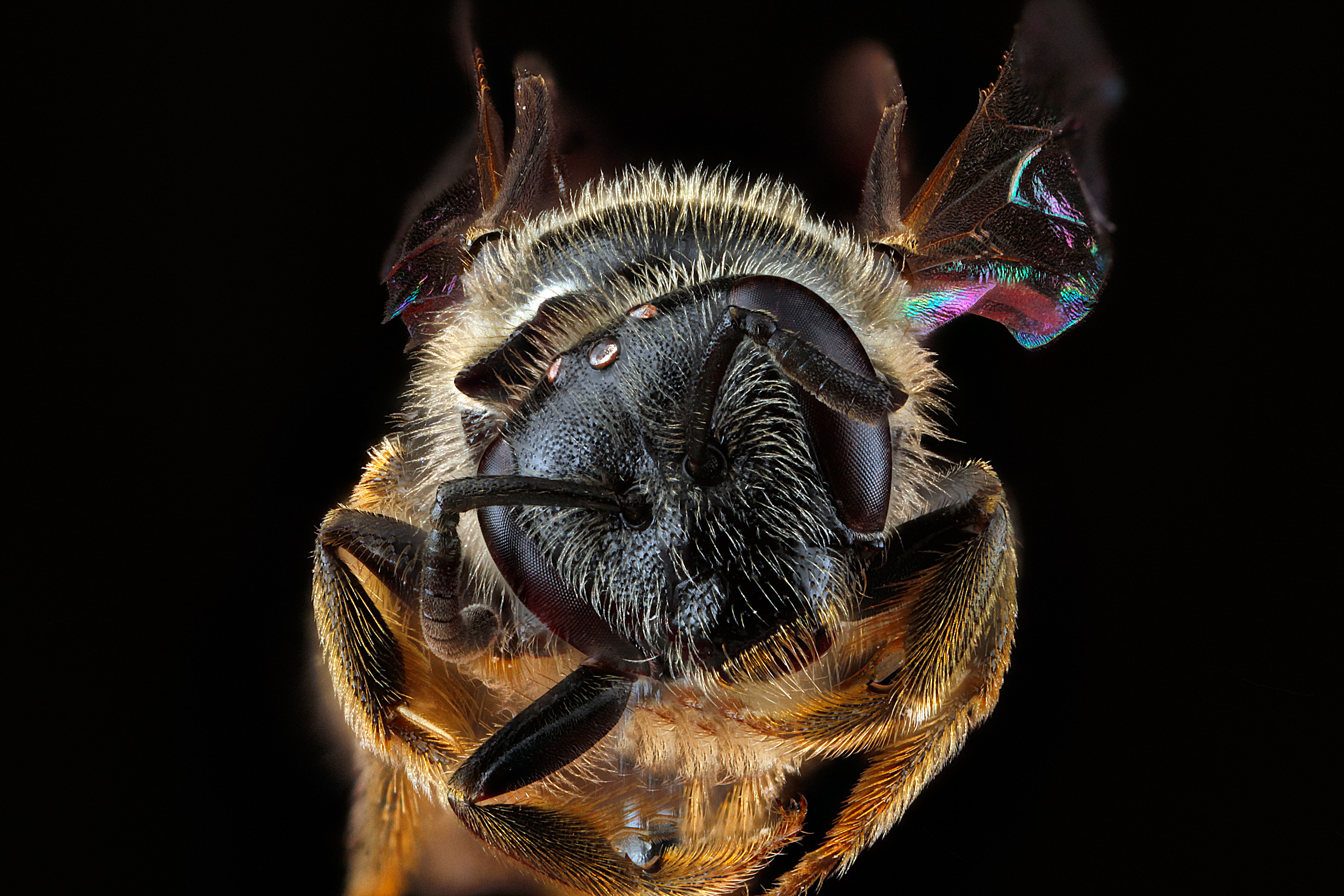
Hona, ansikte.